# Pierwszy komisarz ds. lasów
Pierwszy Komisarz ds. Lasów (ang. First Commissioner of Woods and Forests) był angielskim urzędem ministerialnym. Powstał w 1810 r. i przetrwał do roku 1851, kiedy to został zastąpiony przez Pierwszego Komisarza ds. Prac Publicznych.

## Lista Komisarzy
| Komisarz                               | Czas urzędowania |
| -------------------------------------- | ---------------- |
| Sylvester Douglas, 1. baron Glenbervie | 1810–1814        |
| William Huskisson                      | 1814–1823        |
| Charles Artbuthnot                     | 1823–1827        |
| George Howard, 6. hrabia Carlisle      | 1827–1827        |
| William Sturges Bourne                 | 1827–1828        |
| Charles Artbuthnot                     | 1828–1828        |
| William Lowther, wicehrabia Lowther    | 1828–1830        |
| George James Ellis                     | 1830–1831        |
| John Ponsonby, wicehrabia Duncannon    | 1831–1834        |
| John Hobhouse                          | 1834–1834        |
| Granville Somerset                     | 1834–1835        |
| John Ponsonby, wicehrabia Duncannon    | 1835–1841        |
| Henry Pelham-Clinton, hrabia Lincoln   | 1841–1846        |
| Charles Canning, 2. wicehrabia Canning | 1846–1846        |
| George Howard, 7. hrabia Carlisle      | 1846–1850        |
| Edward Seymour, lord Seymour           | 1850–1851        |